# Rubia petiolaris
Rubia petiolaris är en måreväxtart som beskrevs av Dc.. Rubia petiolaris ingår i släktet krappar, och familjen måreväxter. Inga underarter finns listade i Catalogue of Life.